# Serob Darbinian
Serob Darbinian (Armeens: Սերոբ Դարբինյան) (Jerevan, 29 april 1950) is een Nederlandse kunstschilder. Hij is geboren en opgegroeid in Jerevan. Van 1966 tot 1971 doorliep hij de Hoge School der Kunsten. Van 1971 tot 1978 studeerde hij aan de Kunstacademie.
Serob Darbinian is in Nederland, Armenië en Rusland een bekende schilder. In Nederland heeft hij veel bekendheid vergaard dankzij meerdere exposities. Ook zijn er meerdere artikelen gepubliceerd over zijn schilderijen en zijn leven. 
Momenteel is hij werkzaam als docent tekenen en schilderen aan de Vrije Academie voor de Kunsten (Nunspeet).
Serob Darbinian beschrijft zijn schilderwerk als modern symbolisch realisme en onderscheidt zich in ideeën, stijlen en kleur van andere schilders. Symbolen die vaak in zijn werk terugkomen zijn duiven (liefde), paarden (vrijheid), cirkels van licht (energie van God) en jonge mensen (zuiverheid). Serob Darbinian vindt zich een kunstenaar, die werk maakt voor alle mensen in de hele wereld die in vrijheid leven.